# Punjab National Bank
Punjab National Bank (förkortat PNB) är en indisk statlig offentlig bank med huvudkontor i New Delhi. Banken grundades i maj 1894 och är den näst största statliga/offentliga banken i Indien när det gäller dess affärsvolymer. 
PNB har ett dotterbolag i Storbritannien (PNB International Bank, med sju filialer i Storbritannien). Banken har också filialer i Hongkong, Kowloon, Dubai och Kabul och representationskontor i Almaty (Kazakstan), Dubai (Förenade Arabemiraten), Shanghai (Kina), Oslo (Norge) och Sydney (Australien).  Banken är också delägare i Druk PNB Bank i Bhutan och i Everest Bank i Nepal. Punjab National Bank är betygsatt CARE AA+ (Stable) av CareEdge Ratings.